# Oldenlandia imberbis
Oldenlandia imberbis är en måreväxtart som beskrevs av André Guillaumin. Oldenlandia imberbis ingår i släktet Oldenlandia och familjen måreväxter.
Artens utbredningsområde är Nya Kaledonien. Inga underarter finns listade i Catalogue of Life.